# Grover Beach
Grover Beach település az Amerikai Egyesült Államok Kalifornia államában, San Luis Obispo megyében. Lakosainak száma 12 701 fő (2020. április 1.).

## Közlekedés
A települést érinti az Amtrak távolsági vasúti járata is, a Pacific Surfliner.

## Népesség
A település népességének változása:

| 2010 | 13 156 |
| 2020 | 12 701 |